# Druk offsetowy bezwodny
Druk offsetowy bezwodny – rodzaj druku offsetowego, w którym forma drukowa nie jest zwilżana środkiem zwilżającym, tj. wodą z dodatkami. Do druku bezwodnego stosowane są specjalne formy drukowe (formy silikonowe) i specjalne farby cechujące się wysokim napięciem powierzchniowym.
Drukarnia Centrum ze (Zduńskiej Woli, woj. łódzkie) jak pierwsza w Polsce wdrożyła offsetowy druk bezwodny.
Offset bezwodny eliminuje problemy pojawiające się w offsecie klasycznym związane z kontaktem roztworu zwilżającego z farbą drukową (emulgacja farby, utrata połysku farb metalicznych) i z podłożem (zawilgocenie podłoża drukowego). Umożliwia też grubsze (tj. ponad 3,5 μm) niż w offsecie klasycznym nałożenie farby ze względu na stosowanie specjalnej formy drukowej (analogia do wklęsłodruku).
Zupełnie inny jest proces wywołania płyt drukarskich – jest to proces mechaniczny, nie chemiczny.
W zwykłym procesie druku woda jest używana jako rodzaj nośnika dla farby. Drukowanie offsetowe bez środka nawilżającego jest nowatorską techniką drukowania, wywodzącą się z tradycyjnego druku offsetowego. Wyeliminowanie środka nawilżającego z procesu drukowania jest bardzo dobrym rozwiązaniem – rosnące wymagania klientów co do możliwości druku i podnoszenia jakości, ciągłe dążenie do uzyskania perfekcyjnych wydruków, o idealnym odwzorowaniu kolorystycznym oryginałów, zwiększające się restrykcje dotyczące emisji szkodliwych środków do atmosfery, w połączeniu z zaletami takimi jak wysoka jakość odbitek, prosta obsługa, duża produktywność, możliwość drukowania na niestandardowych podłożach, mała ilość makulatury, wyeliminowanie problemów jakie towarzyszą balansowi woda-farba, tworzą dla drukowania offsetowego bez środka nawilżającego olbrzymią perspektywę rozwoju.